# Meta (nave soccorso)
La Meta è stata una nave soccorso (già dragamine e vedetta foranea) della Regia Marina (poi cacciasommergibili per la Marina Nazionale Repubblicana) ed una motonave passeggeri italiana.

## Storia
Costruita tra il 1929 ed il 1930 nei cantieri Tosi di Taranto, la Meta era una piccola motonave passeggeri da 243 tsl con scafo in acciaio diviso da sette paratie stagne trasversali e faceva parte, insieme alle gemelle Equa, Epomeo e Sorrento ed al più grande piroscafo Capri, del programma di ammodernamento della flotta avviato dalla Società anonima Partenopea di Navigazione (con sede a Napoli), cui apparteneva. Iscritta con matricola 347 (o 447) al Compartimento marittimo di Napoli, la nave svolgeva servizio locale di collegamento e trasporto di passeggeri tra le località del Golfo di Napoli e le isole dell'arcipelago campano.
Il 24 maggio 1940, poco prima dell'ingresso dell'Italia nella seconda guerra mondiale, la Meta venne requisita a Napoli dalla Regia Marina ed il 1º giugno 1940 fu iscritta nel ruolo del naviglio ausiliario dello Stato, con denominazione F 55 ed impiego come vedetta foranea e dragamine. Il 2 ottobre 1940 la nave venne derequisita.

La Meta a Lampedusa nel 1942.

Nuovamente requisita l'11 marzo 1941 e reiscritta nei ruoli del Naviglio ausiliario dello Stato con caratteristica S 4, la nave venne sottoposta a lavori di trasformazione in nave soccorso (adibita ovvero a missioni di salvataggio di naufraghi e di equipaggi di aerei abbattuti o precipitati, tenendosi pronta a muovere in mezz'ora), che comportarono l'imbarco di dotazioni mediche – una decina di posti letto ed attrezzature per operazioni chirurgiche d'emergenza e per cure da shock traumatici, ipotermia, annegamento ed ustioni – e personale sanitario e l'adozione della colorazione stabilita dalla Convenzione di Ginevra per le navi ospedale (scafo e sovrastrutture bianche, fascia verde interrotta da croci rosse sullo scafo e croci rosse sui fumaioli). Terminati i lavori, la Meta rientrò in servizio nell'aprile 1941, venendo immediatamente dislocata in Sicilia.
Basata ad Augusta, nel giugno 1941 la piccola unità venne trasferita in Nordafrica per rimpiazzare l'Epomeo, che prese il suo posto in Sicilia.
Il 15 giugno 1942, dopo lo scontro di Pantelleria nell'ambito della Battaglia di mezzo giugno, la Meta venne inviata a soccorrere i naufraghi delle unità affondate nello scontro. Giunta sul luogo, entro sera la nave soccorso trasse in salvo 210 naufraghi del cacciatorpediniere britannico Bedouin (tra cui il comandante di tale unità, capitano di fregata Bryan Gouthwaite Scurfield, che fu l'ultimo a salire a bordo), ridotto ad un relitto dagli incrociatori Eugenio di Savoia e Raimondo Montecuccoli e finito da un aerosilurante S.M. 79 – dell'equipaggio di tale nave la Meta salvò tutti i sopravvissuti ad eccezione di tre, salvati da un idrovolante CANT Z.506, mentre i morti furono 28 –, ma nella notte successiva la piccola unità, sovraccarica per il gran numero di superstiti imbarcati in rapporto alle sue dimensioni, venne attaccata con bombe, benché fosse correttamente illuminata e riconoscibile, da un velivolo sconosciuto, restando tuttavia indenne. I naufraghi del Bedouin affermarono che l'aereo attaccante fosse italiano, ma successive ricerche permisero di appurare che la nave era stata accidentalmente attaccata da un bombardiere tedesco Junkers Ju 88, appartenente al 2./KGr806 (o KGr 606) della Luftwaffe. Il 17 giugno la Meta, al largo di Pantelleria, trasbordò i superstiti del Bedouin sulla nave ospedale Città di Trapani, che prese a bordo anche altri trenta naufraghi circa, salvati da idrovolanti e MAS.

La Meta fotografata a Pozzuoli negli anni cinquanta.

Le navi soccorso non erano comunque considerate come vere navi ospedale dagli inglesi, che le ritenevano troppo piccole per essere considerate tali (sebbene l'articolo 5 della convenzione di Ginevra del 1907 affermasse il contrario), e perciò spesso non ebbero remore ad attaccarle. In conseguenza di ciò, il 22 gennaio 1943, durante l'evacuazione dei feriti dalla Tripolitania ormai prossima alla caduta, la Meta venne mitragliata da aerei angloamericani, perdendo un uomo, mentre altri sei furono i feriti. In seguito a ciò, il 10 gennaio 1943, il capo di Stato Maggiore della Regia Marina, ammiraglio Arturo Riccardi, indirizzò all'equipaggio della Meta il messaggio: «Vi rivolgo un vivo elogio per l'ottimo comportamento e l'opera prestata da codesta Unità durante il periodo dell'evacuazione della Tripolitania nonostante i frequenti mitragliamenti aerei che il 22 gennaio provocarono 1 morto e 6 feriti».
Sempre nel gennaio 1943 la Meta risultava ormai logorata dall'intenso utilizzo come nave soccorso, così che si rese necessario avviarla ad un periodo di prolungati ed approfonditi lavori di manutenzione ed armare, per rimpiazzare sia tale unità che l'Epomeo, in analoghe condizioni, la gemella Sorrento.
Alla proclamazione dell'armistizio la Meta, proveniente da Viareggio, era appena giunta a La Spezia. Sabotata ed abbandonata dall'equipaggio il 9 settembre 1943, la nave venne catturata dalle forze tedesche e consegnata alla Marina Nazionale Repubblicana. Sino ad allora la Meta aveva svolto complessivamente 26 missioni come nave soccorso.

La Meta in servizio civile dopo la guerra, in una foto a colori.

Per la MNR la nave venne radiata, non senza incertezze, dagli elenchi delle navi ospedale e, rimessa in efficienza, venne denominata CS 13 ed utilizzata come cacciasommergibili. Danneggiata da bombe durante un bombardamento aereo alleato sulla Spezia il 1º luglio 1944 (alcune fonti la danno come affondata in tale occasione),la Meta si autoaffondò in quello stesso porto nel 1945.
Riportata a galla nell'ottobre 1947, la piccola unità venne restituita alla Società Partenopea, che, dopo averla riparata, la rimise in servizio nel maggio 1948. Per alcuni decenni la Meta proseguì nel suo servizio di trasporto passeggeri nel golfo di Napoli, in particolare sulla rotta Pozzuoli-Procida-Ischia, soprannominata “Cumana”.
Nel 1972, in seguito all'ammodernamento della propria flotta con l'acquisto di un nuovo traghetto e l'adattamento di molte delle proprie unità al trasporto di autoveicoli, la Società Partenopea cedette l'anziana Meta alla Società di Navigazione Lignano Marittima. Trasferita nella laguna di Venezia, la piccola motonave proseguì il suo servizio solo per pochi anni.